# Асусена (Минас-Жерайс)
Асусена (порт. Açucena) — муниципалитет в Бразилии, входит в штат Минас-Жерайс. Составная часть мезорегиона Вали-ду-Риу-Доси. Входит в экономико-статистический микрорегион Ипатинга. Население составляет 11 227 человек на 2006 год. Занимает площадь 811,490 км². Плотность населения — 13,8 чел./км².

## История
Город основан 31 декабря 1943 года. 

## Статистика
- Валовой внутренний продукт на 2003 год составляет 31 702 168,00 реалов (данные: Бразильский институт географии и статистики).
- Валовой внутренний продукт на душу населения на 2003 год составляет 2793,88 реалов (данные: Бразильский институт географии и статистики).
- Индекс развития человеческого потенциала на 2000 год составляет 0,659 (данные: Программа развития ООН).